# Gorski polk »Admont«
Gorski polk »Admont« (izvirno nemško Gebirgs-Jäger-Regiment Admont) je bil gorski polk v sestavi redne nemške kopenske vojske med drugo svetovno vojno.

## Zgodovina
Polk je bil ustanovljen 8. avgusta 1943 za potrebe 71. pehotne divizije.

## Sestava

### Avgust 1943
- štab
- gorski bataljon »Maunz«
- gorski bataljon »Neuschnitzer«
- izvidniški eskadron »Lepperdinger«
- gorska pionirska četa
- tankovskolovska četa
- gorska baterija